# Epidemia (film 1995)
Epidemia (ang. Outbreak) – amerykański thriller z 1995 roku w reżyserii Wolfganga Petersena. Zdjęcia kręcono w Los Angeles, na Hawajach oraz w Demokratycznej Republice Konga.

## Fabuła
Epidemiolog pułkownik Sam Daniels trafia do zairskiej osady, której mieszkańcy wymarli z powodu tajemniczego, śmiertelnego wirusa – zmutowanej odmiany wirusa Eboli. Wirus wydostaje się z Zairu i trafia do Stanów Zjednoczonych. Jeden z zarażonych umiera w szpitalu, w którym pracuje była żona Danielsa, Robby Keough. Niebawem w prowincjonalnym miasteczku Cedar Creek wybucha epidemia.

## Obsada
- Dustin Hoffman – pułkownik Sam Daniels
- Kevin Spacey – Casey Schuler
- Rene Russo – Robby Keough
- Donald Sutherland – gen. Donald McClintock
- Cuba Gooding Jr. – major Salt
- Morgan Freeman – gen. Billy Ford
- Patrick Dempsey – Jimbo Scott
- Zakes Mokae – dr. Benjamin Iwabi
- Susan Lee Hoffman – dr. Lisa Aronson
- Malick Bowens – dr. Raswani